# Салхи, Таофик
Таофик Салхи (англ. Toafik Salhii; 21 августа 1979, Тунис, Тунис) — тунисский футболист, полузащитник.

## Биография
Начал выступать на родине за клуб «Мегрин». После играл за «Клуб Африкэн» из города Тунис. С 2003 года по 2006 год выступал за «Стад Тунизьен», вместе с командой дошёл до финала Кубка Туниса в 2003 году, где команда обыграла «Клуб Африкэн» (1:0).
В январе 2007 года подписал полуторагодичный контракт с луганской «Зарёй». В чемпионате Украины дебютировал 3 марта 2007 года в выездном матче против донецкого «Шахтёра» (3:0), Салхи начал матч в основе, но на 17 минуте был заменён на Александра Поповича. Всего за «Зарю» в чемпионате Украины Таофик Салхи сыграл 13 матчей и 1 матч в Кубке Украины. В сезоне 2007/08 провёл 14 матчей и забил 2 гола в молодёжном первенстве Украины.
Летом 2008 года перешёл в казахстанский клуб «Восток» из города Усть-Каменогорск. В команде провёл около двух лет. В сезоне 2009 в чемпионате Казахстана забил 8 мячей, 2 из которых с пенальти. В начале 2010 года перешёл в клуб «Ордабасы» из Шымкента, за который провел 7 матчей.
Летом 2010 года перешёл в стан новичка Премьер-лиги Украины, клуб «Севастополь». Летом 2011 года, после вылета Севастополя из Премьер-лиги, подписал контракт с клубом «Александрия».

## Достижения
- Обладатель Кубка Туниса: 2003